# 싸이오페놀
싸이오페놀(영어: thiophenol)은 화학식이 C6H5SH인 유기 황 화합물이며, 때때로 PhSH로 약칭된다. 티오페놀이라고도 한다. 싸이오페놀은 악취가 나는 무색의 액체로 가장 단순한 방향족 싸이올이다. 싸이오페놀 및 그 유도체의 화학 구조는 방향족 고리에 결합된 하이드록실기(–OH)의 산소 원자가 황 원자로 치환된다는 점을 제외하면 페놀과 유사하다. 접두사 "싸이오-(thio-)"는 황을 함유하고 있는 화합물을 의미하며 일반적으로 산소 원자를 포함하는 화합물의 이름 앞에 사용되는 경우 하이드록실기의 산소 원자가 황 원자로 치환된 것을 의미한다.
싸이오페놀은 또한 싸이오페놀에서부터 파생된 화합물의 부류를 의미한다. 이들은 모두 방향족 고리에 공유결합된 설프하이드릴기(–SH)를 가지고 있다. 싸이오메르살에서 유기 황 리간드는 싸이오페놀이다.

## 합성
싸이오페놀 및 관련 화합물들의 합성 방법에는 여러 가지가 있지만, 싸이오페놀 자체는 일반적으로 실험실 작업을 위해 사용된다. 방법은 아연으로 벤젠설폰일 클로라이드를 환원시키고 페닐 마그네슘 할라이드 또는 페닐리튬에 대한 황의 작용에 이어 산성화하는 것이다.
뉴먼-콰트 자리옮김을 통해 페놀(1)은 O-아릴 다이알킬싸이오카바메이트(3)로의 전환에 의해 사이오페놀(5)로 전환되고 가열되어 이성질체인 S-아릴 유도체(4)를 생성한다.
|  |

류카르트 싸이오페놀 반응에서 출발 물질은 다이아조늄 염(ArN2X)과 잔테이트(ArS(C=S)OR)를 통한 아닐린이다. 대안적으로 황화 나트륨과 트라이아젠은 유기 용액에서 반응하여 싸이오페놀을 생성할 수 있다.
싸이오페놀은 371~704 °C (700~1,300 °F)에서 알루미나 상에서 클로로벤젠과 황화 수소로부터 제조할 수 있다. 주요 부산물로는 이황화물이 있다. 반응 매질은 부식성이며 세라믹 또는 유사한 반응기 라이닝이 필요하다. 특정 조건에서 아릴 아이오딘화물과 황도 싸이오페놀을 생성할 수 있다.

## 활용
싸이오페놀은 설폰아마이드를 비롯한 의약품 생산에 사용된다. 항진균제인 부토코나졸과 싸이오메르살는 싸이오페놀의 유도체이다.

## 특성 및 반응

### 산성도
싸이오페놀은 pKa값(싸이오페놀의 경우 6.62, 페놀의 경우 9.95)에서 알수 있듯이 페놀보다 산성도가 상당히 높다. 유사한 패턴은 황화 수소(H2S) 대 물(H2O), 모든 싸이올 대 해당하는 알코올에서 볼 수 있다. 수산화 나트륨(NaOH) 또는 금속 나트륨과 같은 강염기로 싸이오페놀(PhSH)을 처리하면 싸이오페놀산 나트륨(PhSNa)이 생성된다.

### 알킬화
싸이오페놀산은 높은 친핵성으로 높은 비율의 알킬화로 해석된다. 따라서 염기의 존재 하에 싸이오페놀(C6H5SH)을 아이오딘화 메틸로 처리하면 메틸 페닐 설파이드(C6H5SCH3), 보통 싸이오아니솔이라고도 하는 싸이오에터가 생성된다. 이러한 반응은 상당히 비가역적이다. 싸이오페놀은 또한 마이클 첨가를 통해 α,β-불포화 카보닐에 첨가된다.

### 산화
싸이오페놀은 특히 염기가 있을 때 쉽게 다이페닐 다이설파이드로 산화된다.
4 C6H5SH + O2 → 2 C6H5S-SC6H5 + 2 H2O
이황화물은 수소화붕소 나트륨을 사용한 다음 산성화를 사용하여 싸이올을 다시 환원시킬 수 있다. 이 산화환원반응은 또한 싸이오페놀을 H 원자의 공급원으로 사용할 때 이용된다.

### 염소화
혈색 액체인 염화 페닐설페닐(끓는점 41–42 °C, 1.5 mm Hg)은 싸이오페놀과 염소(Cl2)의 반응으로 제조할 수 있다.

### 금속에 대한 배위
금속 양이온은 싸이오페놀산을 형성하며 그 중 일부는 중합체이다. 한 예로 염화 구리(I)를 싸이오페놀로 처리하여 얻은 "C6H5SCu"가 있다.

## 안전성
미국 국립 직업안전위생연구소는 0.1 ppm (0.5 mg m−3)의 상한성과 15분 이하의 노출로 권장 노출 한계를 설정했다.

## 같이 보기
- 페놀
- 싸이올